# シャボン玉寄席
『シャボン玉寄席』（シャボンだまよせ）は、1966年11月28日から1971年7月2日までTBS系列局で放送されていた朝日放送製作の演芸番組である。牛乳石鹼共進社（1967年までは共進社油脂工業）の一社提供。

## 概要
週5日間毎日放送されていた寄席番組で、毎回1組の漫才師・漫談家・落語家・声帯模写家・コミックバンドが自身の芸を披露していた。特定の司会者はおらず、1週ごとに司会者が変わっていた。第1週では漫画トリオが務めており、1978年に刊行された牛乳石鹼共進社の社史『牛乳石鹸共進社70年の歩み』の「主な提供番組」のページには彼らが出演していた時の写真が掲載されている。
本番組は次番組である『シャボン玉プレゼント』以上に現存映像が少なく、後年の回顧番組でも取り上げられることはほとんど無い。

## 放送時間
製作局の朝日放送と西日本エリアにある系列局および北海道放送と新潟放送では、一貫して月曜 - 金曜 13:00 - 13:15 （日本標準時）に放送されていた。それに対し、TBSおよび北海道放送と新潟放送を除く東日本エリアの系列局では、1968年9月27日までは朝日放送ほかと同じ時間帯に放送されていたが、同年9月30日からは『テレビ映画』枠の制作局がTBSから朝日放送に移管するとともに、本番組と『テレビ映画』枠との枠交換により、制作局より30分遅れの13:30 - 13:45に放送されていた。この体制は、次番組『シャボン玉プレゼント』が1975年4月の腸捻転解消によってネット局がごっそりと入れ替わる同年3月28日放送分まで続いた。このような体制になったことに関しては、